# الوجبات الغذائية الحيوانية الخام
الوجبات الغذائية الحيوانية الخام تشمل أي طعام يمكن تناوله نيئاً, لذا فإنها تشمل اللحوم النيئة غير المجهزة/ البيض النيئ، الألبان الخام، الأطعمة الحيوانية الخام مثل بيض القرن أو البيض المحفوظ، اللحوم المخمرة/ الأسماك/ المحار/ الألبان (مثل الكفير) كما تشمل أيضا المكسرات/ البراعم/ النباتات/ الفاكهة، لكنها غالباً لا تشمل الحبوب الخام، الفاصوليا النيئة و فول الصويا الخ., بسبب مشاكل الهضم والتسمم كما أن متبعي حمية العصر الحجري يميلون لرفض الأطعمة النيوليثية و أطعمة الحيوانات الأليفة المستئناسة. فإن الطعام الخام في هذه الأغذية لا يجب طهوه في درجة حرارة أكثر من 104 درجة فهرنهايت (40 درجة سليزيوس). خبراء التغذية يؤكدون أن طهو الأغذية الحيوانية الخام في درجة حرارة أعلى من ذلك يُفقدها قيمتها الغذائية كما أنها تصبح ضارة للجسم. أثارت اللحوم المدخنة استياء العديد من آكلي اللحوم و النباتات النيئة. كما يوجد فرق بين اللحوم المُدخنة الساخنة و اللحوم المُدخنة الباردة.
الأشخاص الذين يتناولون الأطعمة النيئة دائما يحرصون علي اختيار لحوم الحيوانات الآكلة للعشب و ذلك لتجنب البكتيريا الضارة، و قد قامت جامعة كرنيلل بعمل دراسة و التي بَينت أن الحيوانات الآكلة للعشب تحتوي لحومها علي بكتيريا إيشيريشيا كولاي بنسبة أقل بكثير من الحيوانات التي تتغذي علي الحبوب، كما بَينت أيضاً هذه الدراسة أن نسبة بكتيريا إيشيريشيا كولاي في الحيوانات آكله العشب قليلة جداً حيث أنها لا تستطيع مقاومة الجهاز المناعي للإنسان و العصارة الهضمية. تحتوي لحوم آكلات العشب على عناصر غذائيه مهمة كالفيتامينات و المعادن و أوميجا 3 أكثر من نظائرها في آكلات الحبوب.
و قد أظهرت دراسات أخرى أن بكتيريا إيشيريشا كولاي و السالمونيلا و غيرها من البكتيريا الضارة تتواجد في لحوم آكلات العشب و كذلك آكلات الحبوب و لكن نسبة هذه البكتيريا لا تزال غير محددة إن كانت متساوية أو أكثر أو أقل في آكلات العشب عن آكلات الحبوب.
و تتمثل أيضا الوجبات الغذائية الحيوانية النيئة في الطعام البدائي و حمية العصر الحجري القديم كذلك أطعمة السفاحين المتعطشين للدماء.
النظام الغذائى البدائي, هو النظام الغذائي الذي يتكون من اللحوم الدهنية، اللحوم العضوية، الألبان, العسل، القليل من عصائر الفاكهة و الخضروات و كريم جوز الهند، جميع هذه الأطعمة نيئة. مؤسس النظام الغذائى البدائي هو أجونس فوندربلانتز، من سكان ماليبو، كاليفورنيا, و قدَر أجونس فونربلانتز وَحده عدد متابعي نظامه الغذائي في كاليفورنيا بحوالي 20,000 متابع. تتبع قبيلة نينيتس في سيبيريا نظاماً غذائياً تقليدياً يتكون في الغالب من اللحوم النيئة/ اللحوم العضوية و التوت الخام. يتناول شعب الإنويت اللحوم بما في ذلك الأعضاء الداخلية بالإضافة إلي الأطعمة الأخرى. بيميكان هو طعام السفر التقليدي في أمريكا الشمالية حيث يتم تحضيره من اللحوم المجففة، الدهون و التوت. جرافلاكس (ليس سمك السالمون المدخن)  بل هو الطريقة التقليدية الإسكندنافية (بدون سكر) للحفاظ على سمك السالمون.